# Actinopus ipioca
Espèce
Actinopus ipioca est une espèce d'araignées mygalomorphes de la famille des Actinopodidae.

## Distribution
Cette espèce est endémique du Alagoas au Brésil,. Elle se rencontre vers Maceió et Murici.

## Description
Le mâle holotype mesure 15,5 mm.

## Étymologie
Son nom d'espèce lui a été donné en référence au lieu de sa découverte, Ipióca.

## Publication originale
- Miglio, Pérez-Miles & Bonaldo, 2020 : « Taxonomic revision of the spider genus Actinopus Perty, 1833 (Araneae, Mygalomorphae, Actinopodidae). » Megataxa, vol. 2, no 1, p. 1-256.